# Waterfall Cities
Waterfall Cities è l'ottavo album in studio del gruppo musicale britannico Ozric Tentacles, pubblicato nel 1999.

## Tracce
1. Coily – 7:19
2. Xingu – 7:27
3. Waterfall City – 11:03
4. Ch'ai? – 5:03
5. Spiralmind – 11:41
6. Sultana Detrii – 9:18
7. Aura Borealis – 5:40

## Formazione
- Ed Wynne – chitarra, sintetizzatore
- Seaweed (Christopher Lenox-Smith) – sintetizzatore
- John Egan – flauto
- Zia Geelani – basso
- Rad (Conrad Prince) – batteria